# Atom (trình soạn thảo văn bản)
Atom là một trình soạn thảo văn bản và trình soạn thảo mã nguồn miễn phí và mã nguồn mở cho macOS, Linux và Microsoft Windows. Được phát triển bởi GitHub, Atom là phần mềm được xây dựng bằng cách sử dụng các công nghệ web. Hầu hết các gói mở rộng đều có giấy phép phần mềm miễn phí và được cộng đồng xây dựng, duy trì.